# 馬塞爾 (加利福尼亞州)
馬塞爾（英語：Marcel）是位於美國加利福尼亞州克恩縣的一個非建制地區。該地的面積和人口皆未知。

## 地理
馬塞爾的座標為35°11′25″N 118°31′02″W / 35.19028°N 118.51722°W，而該地的平均海拔高度為989米（即3245英尺）。